# Ali Marhyar
Ali Marhyar, né le 28 février 1984 à Poissy, est un acteur, réalisateur et scénariste français,.

## Biographie

### Jeunesse
Ali Marhyar est né à Poissy, Yvelines le 28 février 1984. Il a grandi aux Mureaux et a pratiqué la boxe durant sa jeunesse,. Il a également obtenu la ceinture noire de judo.

### Carrière
En 2005, Ali Marhyar s'inscrit au Cours Florent pour y suivre une formation de comédien. Il intègre la classe libre du Cours Florent après sa deuxième année et commence à écrire des scénarios avec son ami Pierre Niney, inspirés de leurs premières expériences de casting.
Il fait ses débuts au cinéma en 2009 dans Do Me Love de Jacky Katu et Lou Viger. L'année suivante, il joue dans L'Autre Monde de Gilles Marchand.
En 2011, il joue aux côtés de Pierre Niney dans la comédie romantique J'aime regarder les filles de Frédéric Louf, et également joue un petit rôle dans le drame erotique Elles de Małgorzata Szumowska.
En 2012, il joue le rôle d'un interrogateur dans le film américain Zero Dark Thirty de Kathryn Bigelow.
Ali Marhyar co-crée avec Pierre Niney et Igor Gotesman et également coscénarise les trois saisons de Casting(s), une série courte humoristique sur le monde du cinéma diffusée sur Canal+ entre 2013 et 2015, dans laquelle il joue le rôle d'un acteur,.
En 2014, il joue le rôle de Zed, un ami de l'explorateur urbain Papillon (joué par François Civil) et membre d'un groupe qui explore les profondeurs des Catacombes de Paris à la recherche de la Pierre philosophale dans le film d'horreur américain Catacombes (As Above, So Below), réalisé par John Erick Dowdle.
En 2016, il joue un petit rôle dans la comédie Five d'Igor Gotesman.
En 2017, il joue dans Le Prix du succès de Teddy Lussi-Modeste. La même année, il réalise son premier court métrage, Le Ticket, qu'il co-écrit avec Fanny Sidney.
En 2019, il joue un rôle secondaire dans la web-série Voix de garage, créée par Marc Gibaja et Mathilde Mélèse.
En 2020, il coscénarise la série télévisée La Flamme, créée par Jonathan Cohen, Jérémie Galan et Florent Bernard et diffusée sur Canal+.
Il a eu des rôles récurrents dans des séries télévisées telles que Candice Renoir (2015-2022) sur France 2 et Family Business (2019-2020) sur Netflix.
En 2023, Ali Marhyar réalise son premier long métrage, Comme un prince, avec Ahmed Sylla, Mallory Wanecque, Antoine Gouy et Jonathan Cohen,. Le film est présenté en avant-première au Festival du cinéma méditerranéen de Montpellier le 23 octobre 2023, avant sa sortie en salles le 17 janvier 2024.

## Filmographie

### Acteur

#### Cinéma
- 2009 : Do Me Love de Jacky Katu et Lou Viger : Medhi
- 2010 : L'Autre Monde de Gilles Marchand : Ludo
- 2011 : J'aime regarder les filles de Frédéric Louf : Malik
- 2011 : Elles de Małgorzata Szumowska : Saïd
- 2012 : Parle tout bas, si c'est d'amour de Sylvain Monod : Le Prof. de Maths
- 2012 : Les Kaïra de Franck Gastambide : Mer relou centre commercial
- 2012 : Zero Dark Thirty de Kathryn Bigelow : interrogateur sur le moniteur
- 2014 : Catacombes (As Above, So Below) de John Erick Dowdle : Zed
- 2014 : Vie sauvage de Cédric Kahn[20] :
- 2016 : Five d'Igor Gotesman : Willy
- 2016 : Juillet Août de Diastème : Chérif
- 2017 : Le Prix du succès de Teddy Lussi-Modeste : Lenny
- 2018 : Budapest de Xavier Gens : Rémi
- 2022 : Les Cadors de Julien Guetta : Policier base fluviale

#### Courts métrages
- 2008 : La rue des Anges de Jonathan Bensimhon : membre de gang
- 2010 : Amsterdam de Philippe Etienne : Bacar
- 2011 : Les Lumières de la vie de Kamel Abdous : Nadir[21]
- 2015 : Quelques secondes de Nora El Hourch (d) : Dragueur bar
- 2015 : L'heureuse élue de Karima Gherdaoui et Anne Voutey : Nabil
- 2015 : Sur la touche de Hortense Gélinet : Samir
- 2017 : Le Ticket d'Ali Marhyar : Aziz
- 2018 : Harbor de Paul Marques Duarte : Romain

#### Télévision
- 2011 : E-Love (téléfilm) d'Anne Villacèque : l'Etudiant
- 2013-2015 : Casting(s)  (série télévisée) : Ali
- 2014 : La Déesse aux cent bras  (téléfilm) de Sylvain Monod : Le collaborateur de l'émir
- 2014 : France Kbek (série télévisée) : Raji[22]
- 2015-2022 : Candice Renoir (série télévisée) : Mehdi Badhou / Abdelwahid
- 2019 : Voix de garage (web-série) : Cicéron
- 2019-2020 : Family Business (série télévisée) d'Igor Gotesman : Ali Benkikir

#### Théâtre
- 2010 : Négationnisme 1 : La loi de Jean-Luc Jeener, mise en scène de Jean-Luc Jeener, Théâtre du Nord-Ouest : Sam[23],[24]
- 2012-2013 : J'éprouve de Léon Masson, mise en scène de Léon Masson, Théâtre 95, Cergy : Gaspard[25]

#### Radio
- 2024 : La Chute de Lapinville, de Benjamin Abitan, Wladimir Anselme et Laura Fredducci (Arte Radio) : Sami[26]

### Scénariste
- 2013-2015 : Casting(s) (série télévisée)
- 2017 : Le Ticket (court métrage)
- 2015 : Sur la touche (court métrage)
- 2020 : La Flamme (série télévisée)
- 2023 : Comme un prince

### Réalisateur
- 2017 : Le Ticket (court métrage)
- 2023 : Comme un prince